# Lev Belsky
 (août 2025).
Si vous disposez d'ouvrages ou d'articles de référence ou si vous connaissez des sites web de qualité traitant du thème abordé ici, merci de compléter l'article en donnant les références utiles à sa vérifiabilité et en les liant à la section « Notes et références ».
Lev Nikolaevich Belsky (Velsky) (de son vrai nom Abram Mikhailovich Levin ; 1889, Mir, province de Minsk  - 16 octobre 1941, Moscou, " Kommunarka ") est un haut responsable soviétique employé des services de sécurité de l’URSS  (Tchéka - OGPU - NKVD), commissaire à la sécurité de l'État de 2ᵉ rang, chef de l'Urkm NKVD, commissaire adjoint du peuple du NKVD de 1936 à 1938, premier commissaire adjoint du peuple des chemins de fer de l'URSS de 1938 à 1939, député du Soviet suprême de la 1ère convocation et un des acteurs clés de la Grande Terreur de 1937-1938.

## Biographie

### Origines et débuts
Né sous le nom d’Abraham Mikhaïlovitch Levin en 1889 dans une famille juive de fonctionnaire à Mir alors sous gouvernorat de Minsk. Membre du Bund entre 1905 et 1907, il exerça comme apprenti, enseignant à domicile et pharmacien itinérant jusqu’en 1910.
De 1911 à 1917, il sert dans l’armée impériale russe — principalement comme soldat puis secrétaire au sein d’une brigade d’artillerie à Riga et plus tard dans un service de boulangerie militaire. En juin 1917, il adhère à la RSDLP et est nommé au conseil municipal de Vilna dès l’automne 1917.

### Carrière dans les services de sécurité de l’URSS
À partir d’avril 1918, il rejoint les organes soviétiques de sécurité : président de la Tchéka de Simbirsk, chef de secteurs spéciaux pour les armées du front et dirigeant de la Tchéka dans la province de Tambov, où il joue un rôle central dans la répression des insurrections paysannes, souvent de façon brutale (incendies de villages, condamnations expéditives).
Entre 1921 et 1930, il exerce comme représentant du GPU/OGPU dans le sud russe, l’Asie centrale et la région de Moscou, participant aux campagnes de collectivisation forcée et d’expropriations des kulaks.
En 1934, nommé chef de la Direction principale de la milice du NKVD, Belsky assure le rôle le plus élevé dans l’administration policière soviétique jusqu’en août 1937, date à laquelle il devient adjoint au commissaire du peuple aux affaires intérieures. Il supervise l'organisation des triages régionaux et coordonne les troïkas qui prononcent des exécutions massives durant les Grandes Purges.

### Fin de carrière, arrestation et décès
En avril 1938, il est muté au ministère des Transports, puis affecté à la construction du chemin de fer Kartaly–Akmolinsk avec des détenus du GULAG. Le 30 juin 1939, quelques mois après l’arrestation du chef suprême du NKVD Nikolaï Iejov, il est arrêté. Condamné à mort en juillet 1941 par la Cour militaire du Soviet suprême, il est exécuté le 16 octobre 1941 à Moscou. Il n’a jamais été réhabilité.

## Distinctions
- Ordre de Lénine (22 juillet 1937, retiré en 1947)  - Ordre du Drapeau Rouge (1921, 1927, retirés en 1947)  - Ordre du Drapeau Rouge du Travail (RSS d’Ouzbékistan, 1927)  - Médaille « XX ans de la RKKA » (1938)  - Insigne « Travailleur honoraire de la VChK‑GPU (V) » (n° 518)